# Nikolaj Ivanovič Bucharin
Nikolaj Ivanovič Bucharin, in russo Николай Иванович Бухарин? (Mosca, 9 ottobre 1888 – Mosca, 13 marzo 1938), è stato un rivoluzionario, politico e intellettuale russo.

## Biografia

### Primi anni
Bucharin nacque a Mosca da due insegnanti di scuola elementare. La sua attività politica ha inizio all'età di sedici anni quando, insieme al suo caro amico Il'ja Ėrenburg, partecipò alle attività studentesche dell'Università di Mosca connesse alla Rivoluzione russa del 1905. Si iscrisse al Partito Operaio Socialdemocratico Russo nel 1906, divenendo un membro della frazione bolscevica.
Con Grigorij Sokol'nikov partecipò alla Conferenza nazionale dei giovani del 1907 tenutasi a Mosca, che è stata poi identificata come conferenza di fondazione del Komsomol. A venti anni era già membro del Comitato del partito di Mosca. Il comitato era però pesantemente infiltrato dall'Ochrana, la polizia segreta degli zar, che subito lo mise sotto sorveglianza. A quel tempo strinse i rapporti con Osinskij e Vladimir Michajlovič Smirnov e incontrò anche Nadežda Michajlovna Lukina, sorella di Nikolaj Lukin che avrebbe poco dopo sposato in esilio.
Nel 1911, dopo una breve detenzione, Bucharin fu esiliato a Onega nell'oblast' di Arcangelo, ma poco dopo si trasferì a Hannover. Durante l'esilio continuò i suoi studi tanto da diventare uno dei maggiori teorici del bolscevismo. Tra l'altro si interessò degli economisti non-marxisti e delle teorie economiche di Aleksandr Bogdanov che si era allontanato dalle posizioni politiche di Lenin.
Scrisse anche diversi libri e fu editorialista del quotidiano Novyj Mir (Nuovo Mondo) insieme con Lev Trotsky e Aleksandra Kollontaj. Durante la prima guerra mondiale scrisse un libello sull'imperialismo dal quale Lenin successivamente trasse degli spunti per la sua opera più importante: Imperialismo: fase suprema del capitalismo. Ritornato in Russia, Bucharin divenne uno dei leader del movimento bolscevico di Mosca e fu eletto nel Comitato Centrale. Dopo la rivoluzione fu editorialista anche della Pravda.

### Dirigente di partito: la caduta
Bucharin guidò l'opposizione della Sinistra Comunista al trattato di Brest-Litovsk, sostenendo che invece i bolscevichi dovevano continuare lo sforzo bellico e tramutarlo in una spinta a livello mondiale per la rivoluzione proletaria. Nel 1921 cambiò le sue posizioni e accettò le politiche leniniste, incoraggiando lo sviluppo della Nuova politica economica (NEP). Nel testamento di Lenin, Bucharin veniva definito affettuosamente "il figlio prediletto del partito". Dopo la morte di Lenin, Bucharin divenne membro a pieno titolo del Politburo nel 1924 e presidente dell'Internazionale Comunista (Comintern) nel 1926.
Dopo il 1926 Bucharin, allora considerato come il capo della "destra" del Partito Comunista, divenne un alleato del "centro" del partito, che era guidato da Stalin e che costituiva il gruppo dirigente dopo che l'uomo d'acciaio infranse la sua iniziale alleanza con Kamenev e Zinov'ev. Fu Bucharin che dettagliò la tesi del "Socialismo in un solo paese" portata avanti da Stalin nel 1924, la quale sosteneva che il socialismo (nella teoria marxista, uno stadio transitorio verso il comunismo) poteva essere sviluppato in una sola nazione, anche se industrialmente sottosviluppata come la Russia. Questa nuova teoria affermava che la rivoluzione non aveva più bisogno di essere incoraggiata nei paesi capitalisti, poiché la Russia poteva e doveva conquistare il socialismo da sola: essa sarebbe diventata un marchio di fabbrica dello stalinismo.

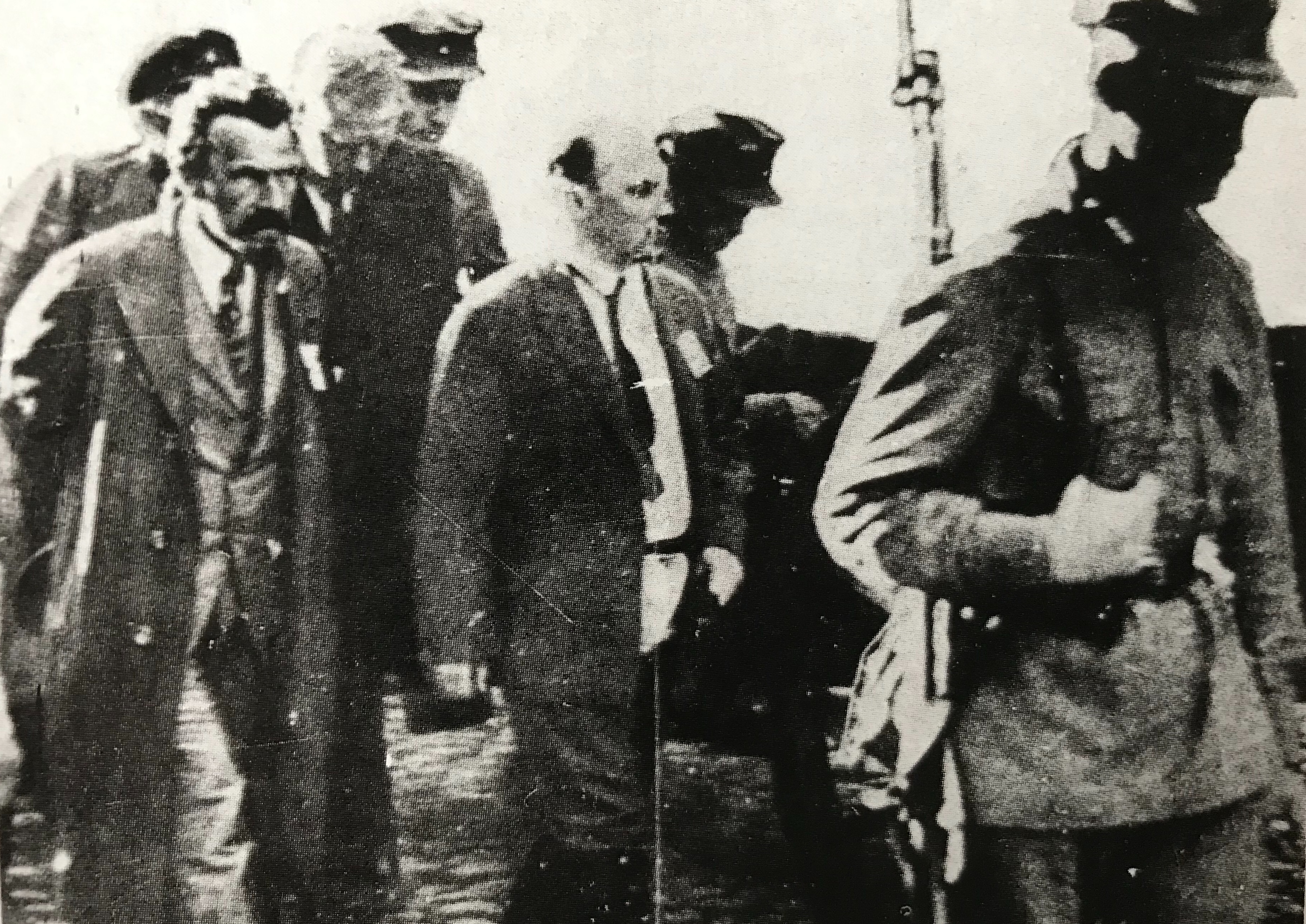
Bucharin (al centro) e Rykov prima del loro processo, 1938

Quando Bucharin si oppose alla proposta di collettivizzazione dell'agricoltura fatta da Stalin nel 1928, questi attaccò le sue opinioni e lo costrinse ad abbandonarle. Come risultato, Bucharin perse la sua posizione al Comintern nell'aprile 1929 e venne espulso dal Politburo nel novembre dello stesso anno. I sostenitori internazionali di Bucharin, guidati da Jay Lovestone del Partito Comunista degli Stati Uniti d'America, vennero espulsi anch'essi dal Comintern. Essi formarono un'alleanza internazionale per promuovere la loro visione, chiamandola Opposizione Comunista Internazionale, anche se è meglio nota come Opposizione di Destra, termine usato dall'opposizione trotskysta di sinistra in Unione Sovietica per indicare Bucharin e i suoi sostenitori.
Bucharin fu parzialmente riabilitato da Stalin che lo nominò redattore dell'Izvestija nel 1934, ma venne arrestato nel 1937 con l'accusa di aver cospirato per il rovesciamento dello stato sovietico. Venne processato pubblicamente nel marzo 1938, come parte del Processo dei Ventuno, durante le Grandi purghe. Durante il processo, confessò le sue "colpe" cioè di essersi avvicinato - attraverso un delicato meccanismo di psicologia doppia, da lui stesso individuato secondo la filosofia di Hegel in uno stato di coscienza infelice - alle posizioni controrivoluzionarie, al fine di far vincere le sue idee politiche.
Nel corso del processo, Bucharin si dichiarò pentito di quanto fatto e indicò Trotsky quale principale motore del movimento controrivoluzionario. Fu così condannato e giustiziato dall'NKVD. Bucharin è stato poi riabilitato ufficialmente dallo stato sovietico sotto Michail Gorbačëv nel 1988.

### Il testamento
Poco prima del suo arresto, Bucharin fece imparare a memoria il suo testamento alla sua giovane moglie, Anna Michajlovna Larina, e al suo amico Geti. Il testamento è dedicato "A una generazione futura di dirigenti del Partito" e incomincia così:
Lascio questa vita. Piego la testa, benché non sotto la scure del proletariato, che sarebbe spietata, ma pura, incontaminata. Sono certo e sicuro della mia impotenza, davanti alla macchina infernale, che si serve di sistemi medievali, e maneggia un potere immane - la macchina che fabbrica calunnie sistematiche e funziona con perfetta automatica sicurezza.
Bucharin dichiara la sua impotenza dinanzi alla "macchina infernale" di Stalin venutasi a creare a meno di due decenni dalla Rivoluzione d'ottobre, chiedendo di non essere giudicato dalla posterità più severamente di quanto avesse meritato:
Se ho fatto degli errori nei metodi usati per l'edificazione del socialismo, che i posteri non mi giudichino più severamente di quanto non abbia fatto Vladimir Il'ič (Lenin). Noi eravamo i primi a dirigerci verso il comune obiettivo, e la strada non era ancora battuta. Erano altri tempi, era un'altra morale.
La vedova imparò a memoria il testamento e lo dettò solo dopo la riabilitazione del marito, riversandolo in un libro sulla vita di lui. La sua pubblicazione ravvivò la campagna pro-Bucharin che aveva avuto corso negli anni settanta da parte della Fondazione Bertrand Russell; Anna Larina, oramai anziana, intraprese tra il 1989 e il 1990 una serie di conferenze in giro per il mondo, in cui confutava la tesi della confessione al processo e difendeva la memoria di Bucharin.

## Famiglia
- La sua prima moglie fu Nadezhda Michailovna Lukina, sposata nel 1911, con la quale visse per circa 10 anni. La donna, arrestata nel 1938, fu giustiziata nel 1940.[4]
- La seconda moglie (1921-1929) fu Esfir' Isaevna Gurvich (1895-1989), arrestata nel 1947. Da questo matrimonio nacque una figlia, Svetlana (1924-2003).[4]
- La terza moglie (dal 1934), Anna Michailovna Larina (1914-1996), era la figlia di Jurij Larin, un leader del partito. Da questa ebbe un figlio, Yuri (1936-2014), che peraltro crebbe in un orfanotrofio, scoprendo chi fosse il vero padre solo molti anni dopo la sua scomparsa.[4]

## Nella cultura di massa
- La vicenda di Bucharin è stata ripresa nel film Caro Gorbaciov (1988) di Carlo Lizzani. Il film è il resoconto della veglia che precedette l'arresto di Bucharin nel 1937, quando la giovanissima moglie imparò a memoria la lettera ai compagni, per difenderne la memoria e trasmetterla ai posteri. Bucharin è interpretato da Harvey Keitel, mentre la moglie Anna Michajlovna Larina è interpretata da Flaminia Lizzani.

### Opere tradotte in italiano
- N. Bucharin, E. Preobragenski, ABC del comunismo: sviluppo e decadenza del capitalismo, Roma, Samonà e Savelli, 1971 (riproduzione in facsimile dell'ed.: Milano, Prometeo, 1948)
- Nikolaj Ivanovič Buharin, L'imperialismo e l'accumulazione del capitale, trad. dal tedesco di Giorgio Backhaus, Bari, Laterza, 1972
- Nikolaj I. Bucharin, Teoria del materialismo storico: manuale popolare di sociologia marxista, presentazione di Valentino Gerratana, ed. italiana a cura di Andrea Binazzi, Firenze, La Nuova Italia, 1977
- Nikolaj Bucharin, Economia del periodo di transizione, traduzione di Claudio Papini, Milano, Jaca Book, 1988, ISBN 88-16-40196-6

### Biografie
- Anna Larina, This I Cannot Forget: The Memoirs of Nikolai Bukharin's Widow, W. W. Norton, 1991, 384 pagine, ISBN 0-393-03025-3
- Stephen F. Cohen, Bukharin and the Bolshevik Revolution: A political biography, 1888-1938, Knopf, 1973, 495 pagine, ISBN 0-394-46014-6; Oxford University Press, 1980, ISBN 0-19-502697-7; Vintage Books, ISBN 0-394-71261-7